# Silver Spring
Silver Spring is een plaats (census-designated place) in de Amerikaanse staat Maryland, en valt bestuurlijk gezien onder Montgomery County.

## Demografie
Bij de volkstelling in 2000 werd het aantal inwoners vastgesteld op 76.540.

## Geografie
Volgens het United States Census Bureau beslaat de plaats een oppervlakte van
24,4 km², geheel bestaande uit land.

## Economie
Een belangrijk onderzoekscentrum én het hoofdbureau van de Food and Drug Administration is in de wijk White Oak gevestigd.Het hoofdkantoor van Discovery Channel was gevestigd in Silver Spring.

## Geboren
- Lewis Black (1948), acteur en stand-upcomedian
- Nora Roberts (1950), romanschrijfster
- Wayne Duvall (1958), acteur
- Lisa Ann Walter (1963), actrice
- Dan Futterman (1967), acteur en scenarioschrijver
- Dominique Dawes (1976), turnster
- Darrell Britt-Gibson (1985), acteur
- Charissa Tansomboon (1989), kunstschaatsster